# Noccaea magellanica
Noccaea magellanica är en korsblommig växtart som först beskrevs av Christiaan Hendrik Persoon, och fick sitt nu gällande namn av Josef Holub. Noccaea magellanica ingår i släktet backskärvfrön, och familjen korsblommiga växter. Inga underarter finns listade i Catalogue of Life.